# Quintin
Quintin (tiếng Breton: Kintin) là một xã của tỉnh Côtes-d’Armor, thuộc vùng Bretagne, tây bắc Pháp.

## Dân số
Người dân ở Quintin được gọi là Quintinais.